# 永定门之战
永定门之战，是皇太极率领八旗军与满桂明军之间的一场战役，因发生于永定门而得名。
1629年（明崇祯二年、后金天聪三年）十月，清朝的皇太极率领八旗军，避开宁远、锦州，分兵三路从龙井关、洪山口、大安口突入明朝关内，攻占遵化（今属河北），直逼京师（今北京），史称己巳之变。
明朝急令各地兵马驰援。辽东督师袁崇焕统领诸路援军，阻后金军于广渠门之战、左安门之战。皇太极进攻受挫，遂施反间计，一时间流言蜚语中伤袁崇焕，明朝皇帝下狱袁崇焕。
各路援军军心动摇，总兵祖大寿还师山海关。皇太极得知反间计大获成功，趁机率领八旗军反攻北京，杀了明朝皇帝一个回马枪，大战于北京城外永定门。

## 战役过程
崇祯皇帝下狱袁崇焕之后，任命满桂为武经略统帅大军，并催促满桂出战。
十二月上旬，满桂统帅大军决定出战，约四万多士兵，出北京城外，于城南的永定门二里外，在凉水河一带扎营。
皇太极正在郊野收集物资，且猎且行，当得知北京情况后立刻反杀回马枪。八旗军抵达卢沟桥，先击败明军申甫的六千士兵。皇太极派遣侦察兵，发现北京城外有大量明军，是满桂、黑云龙及麻登云、孙祖寿，四总兵官，领马步兵四万、结栅木四百，排列枪炮十重。
八旗军将领图鲁什，率本部队伍作为先锋，先抵近明军阵营。明兵发射枪炮如雨雪，爆炸的轰鸣声传入北京城内。当明军枪炮弹药耗尽，在填装间歇，皇太极当机立断，命令八旗军以及蒙古仆从军，行营兵列阵，呼喊齐进。结果八旗军进击大胜，阵斩明总兵官满桂、孙祖寿、副将、参将、游击三十馀人等，千总、把总无数。生擒总兵官黑云龙、麻登云及参将一人。八旗军大胜，缴获明军辎重繁多，俘虏战马六千多。
永定门之战，明朝惨败，数万兵马全军覆没。

## 结果
战后明朝收殓战场尸体，朝廷官吏刘宗周统计，明军约三万多具尸体。在战役当天的北京城内市民一开始欢欣鼓舞，以为明军大胜。数日后明军惨败消息传入北京，然而天子脚下的官吏、市民生活一如往日淡然，对明军惨败麻木不仁。
永定门之战后，明朝勤王军元气大损，无法再牵制八旗军。于是皇太极率军掠夺通州大运河各处渡口，掠烧大约一千艘舟船。